# 動きベクトル
動きベクトル（うごきベクトル、英: motion vector）は動画のデータの表現方法として、"基準となるフレーム（動画のある瞬間に相当する画像）"と、"基準となるフレームからの動き"をベクトルとして表現する方法。単純に全時間の全ピクセル情報を記述するよりも圧倒的にデータの記述量を削減することが可能であり、動画像圧縮や、動画内の移動物体認識等を行う場合に用いられる。
位置（通常は画素数で表現する）の次元であり、移動量を指す。